# Ma Rainey
 
Ma Rainey (właśc. Gertrude Malissa Pridgett; ur. 26 kwietnia 1886, zm. 22 grudnia 1939) – amerykańska wokalistka bluesowa związana z bluesem klasycznym.

## Życiorys
Urodziła się w Columbus w hrabstwie Muscogee w stanie Georgia. Jej ojcem był Thomas Pridgett Sr, a matką Ella Allen. Rodzice pracowali w trupach minstrelskich. Gertrude była jednym z ich pięciorga dzieci. Została ochrzczona w First African Baptist Church w Columbus.
W 1900 r. w wieku 14 lat zadebiutowała śpiewając i tańcząc w muzycznym przedstawieniu „The Bunch od Blackberries” w Springer Opera House w Columbus.
Około 1902 r. usłyszała po raz pierwszy bluesa w jednym z teatrów muzycznych w St Louisi w tym samym roku śpiewała już bluesa w wędrownej trupie Fat Chapell’s Rabbit Foot Minstrels.
W 1904 r. wyszła za mąż za aktora komediowego i tancerza Williama „Pa” Raineya, z którym występowała w śpiewającym i tańczącym duecie na Południu Stanów Zjednoczonych.
W 1912 r. w ramach Moses Stokes Show występowała razem ze swoją protegowaną Bessie Smith w Ivory Theater w Chattanooga w stanie Tennessee.
W latach 1914–1916 jako Rainey and Rainey & Assassinators of the Blues duet występował w ramach wędrownych trup Tolliver’s Circus i Musical Extravaganza.
W 1915 r. Rainey ponownie współpracowała z Bessie Smith w Fat Chapell’s Rabbit Foot Minstrels.
Pomiędzy 1915 a 1917 r. odbywała tournée w takich trupach jak Florida Cotton Blossoms Show, Donald MacGregor’s Carnival Show, C.W. Parks Minstrels, Tolliver’s Circus i Musical Extravaganza Show.
W 1917 r. rozwiodła się z mężem i założyła własny zespół Ma Rainey and Her Georgia Smart Set, który prowadziła przez kilka lat. W tym samym czasie współpracowała także z Silasem Greenem w jego nowoorleańskim programie minstrelowym w Ella B. Moore Theater w Dallas w Teksasie.
Na początku lat 20. XX w. przestała się udzielać muzycznie i zamieszkała w Meksyku.
Około 1923 r. powróciła na scenę i zaangażowana przez TOBA występowała w nowojorskim Harlemie. Założyła także swój kolejny zespół Georgia Band.
W grudniu 1923 r. dokonała swoich pierwszych nagrań z zespołem Lovie Austin and Her Blues Serenaders dla wytwórni Paramount w Chicago w stanie Illinois.
W marcu, kwietniu, maju, sierpniu, październiku i listopadzie 1924 r. dokonała kolejnych nagrań dla firmy Paramount w Chicago i Nowym Jorku zarówno z Lovie Austin and Her Blues Serenaders, jak i kolejnym swoim zespołem Ma Rainey and Her Georgia Jazz Band, w którym byli tak znani muzycy jak Fletcher Henderson, Don Redman i Charlie Dixon.
W latach 1924–1935 występowała ze swoim zespołem w wodewilowych trupach organizowanych przez TOBA zarówno na Południu, jak i Środkowym Zachodzie Stanów Zjednoczonych. W 1924 r. koncertowała w Grand Theater w Chicago, w Lincoln Theater w Nowym Jorku, w Temple Theater w Cleveland w stanie Ohio, w Bijou Theater w Nashville w stanie Tennessee i w Lincoln Theater w Pittsburghu w stanie Pensylwania.
W 1925 r. występowała we Frolic Theater w Birmingham w stanie Alabama. Była otwarcie biseksualna i po tym, gdy zastano ją w sytuacji intymnej z partnerką, została w Chicago aresztowana w 1925 r.
W maju, sierpniu i grudniu 1925 r. nagrała 18 bluesów dla wytwórni Paramount w Chicago i Nowym Jorku. Akompaniował jej własny zespół Georgia Band, w którym obok wymienionych powyżej muzyków grali m.in.: Lil Henderson, Charlie Green, Coleman Hawkins.
W 1926 r. występowała w Lincoln Theater w Nowym Jorku.
W marcu, czerwcu, listopadzie oraz grudniu 1927 r. nagrała kilkanaście nowych utworów dla wytwórni Paramount w Chicago.
W 1927 r.odbyła tournée ze swoją Louisiana Blackbirds Revue po południowych stanach.
W sierpniu i grudniu 1927 r. nagrała 11 utworów dla wydawnictwa Paramount w Chicago pod firmą Ma Rainey’s Georgia Band.
W czerwcu, wrześniu, październiku i grudniu 1928 r. nagrała 21 bluesów dla wytwórni Paramount w Chicago. Akompaniowali jej Georgia Tom i Tampa Red (we wrześniu) oraz Papa Charlie Jackson (w październiku i grudniu). Były to jej ostatnie nagrania. Światowy kryzys, który wybuchł w tym okresie spowodował dramatyczny spadek popytu na płyty.
W 1930 r. odbyła tournée po Arkansas z Boisy De Legge and His Bandanna Girls w ramach Bandanna Babies Revue, a następnie z własną grupą Arkansas Swift Foot koncertowała po południu USA.
W latach 1933–1935 koncertowała z Al Gaines Carnival Show po południowym zachodzie kraju.
W 1935 r. całkowicie zerwała z muzyką, do czego przyczyniła się śmierć jej matki. Zamieszkała w domu swojego brata-diakona w Columbus w Georgii. Brała żywy udział w działalności Friendship Baptist Church. W ostatnich lata życia prowadziła kina The Lyric i Airdrome w miejscowościach Rome i Columbus.
Zmarła po ataku serca w City Hospital w Rome. Została pochowana na Porterdale Cemetery w Columbus.
Jej mężem był poślubiony 2 lutego 1904 r. William „Pa” Rainey, z którym się rozwiodła w 1917 r. Miała jednego syna (adoptowanego) o imieniu Danny, który pracował jako tancerz w jej grupach rewiowych. Jej siostra Malissa Nix była także piosenkarką.

## Ocena i krytyka
W 1983 r. została wprowadzona do Blues Hall of Fame.
W 1990 r. została wprowadzona do Rock and Roll Hall of Fame.
Chociaż zaczęła nagrywać dopiero w 1923 r., to była prawdopodobnie pierwszą pieśniarką bluesa, która została za taką uznana przez czarną publiczność i to jeszcze zanim zaczęła swą karierę artystki nagrywającej płyty. Memphis Minnie wspominała, że po usłyszeniu „Bo-Weavill Blues” Nie mogłam się powstrzymać od płaczu.
W dużej mierze jej przyciąganie było spowodowane materiałem – zarówno tekstami, jak i wyborem utworów. Szeroki wachlarz jej utworów, to bluesy pochodzące z folkowych źródeł, a swoim oryginalnym kompozycjom również potrafiła nadać to folkowe brzmienie. Kupiła ludzi śpiewając bez wstydu i bezpośrednio o ludzkiej seksualności, o poddaniu się wiejskich ludzi wszelkim wróżbom, o bo weevil, o więźniach połączonych łańcuchami (ang. chain gangs). Tym jej bluesom było dość daleko do wyrafinowania „Crazy Blues” Mamie Smith. Jednak potrafiła dokonać również i wyrafinowanych nagrań z najlepszymi muzykami jazzowymi. Co charakterystyczne – na koncertach wolała występować często z jug bandem. Część uwielbienia wynikała zapewne także z tego, że słuchacze odczytywali z jej chrapliwego głosu własne nadzieje i frustracje. A jeszcze inni zapewne identyfikowali się nią. Georgia Tom – jej długoletni pianista i gentleman – powiedział o niej Nie mógłbym powiedzieć, że była dobrze wyglądającą kobietą. Każdy, kto ją znał opisywał ją jako niebywale brzydką, niską i krępą, z wielkim tyłem i wieloma fizycznymi cechami niepasującymi do siebie. Na występy ubierała się zawsze ekstrawagancko i bardzo efektownie – bardzo dobrze zarabiała, więc stać ją było na drogie tkaniny i biżuterię. Tym samym podnosiła także samoocenę słuchaczy. Również jej pseudonim „Ma” zbliżał słuchaczy do niej – odbierali ja jako „Matkę”.
Ze wszystkich pieśniarek bluesowych okresu klasycznego wykazywała w śpiewie najwięcej łączności z wiejskim bluesem, zachowując jego charakterystyczne cechy – prostotę i nieokiełznanie.
Wywarła wpływ na wszystkie wokalistki bluesowe okresu klasycznego, łącznie z Bessie Smith. Inne wielkie pieśniarki będące pod jej wpływem to Barbara Dane, Jean Kittrell, Natalie Lamb, Carol Leigh, Kerry Price, Big Mama Thornton, Dinah Washington i Pat Yankee. Wpłynęła również na wykonawców męskich, jak np. Tampa Red.
- Ma Rainey różniła się od większości, jeśli nie od wszystkich, wielkich piosenkarek bluesowych w tym, że jej styl był pod bezpośrednim wpływem wiejskiej afroamerykańskiej muzyki, nawet wtedy, kiedy treść zmierzała coraz bardziej w kierunku bluesa miejskiego (Charles Edward Smith, album Milestone z 2008)
- Ma Rainey nie była ściśle pieśniarką bluesową, chociaż była doskonała, ani nie była całkowitą pieśniarką jazzową... była wykonawczynią, tancerką, śpiewaczką wodewilowych piosenek (...), skończoną pieśniarką-artystką, której umiejętności i talent były znaczne (Lawrence Cohn, album Biograph 12001) (Cytaty za[3])

## Dyskografia
- Ma Rainey, Vols. 1-2 – 1953
- Ma Rainey – 1992
- Complete Recorded Works: 1928 Sessions – 1994
- Complete Recorded Works, Vols. 1-4 (1923-1927) – 1998
- Mother of the Blues: 1923-1928 – 1998
- The Essential – 2001
- Heroes of the Blues: The Very Best of Ma Rainey – 2003
- Best of Mother of the Blues – 2004